# Lionel Wigmore
Pour les articles homonymes, voir Wigmore.
Lionel Gage Wigmore, né le 14 mars 1899 et mort le 8 novembre 1989, est un journaliste et historien militaire australien. Il est l'auteur de plusieurs livres sur des aspects de l'histoire australienne, dont l'un des volumes de la série d'histoire officielle intitulé L'Australie dans la guerre de 1939-1945.

## Biographie

### Jeunesse
Lionel Wigmore naît à Brockhampton, Herefordshire, en Angleterre le 14 mars 1899 de Charles Wigmore, agriculteur, et de sa femme Arabella née Fewtrell. Lorsque Wigmore a 10 ans, la famille émigré en Nouvelle-Zélande, où elle s'installe à Christchurch. Il fréquente la Normal District High School et après avoir terminé ses études en 1915, il trouve un emploi à The Press, un journal de Christchurch. Il travaille ensuite au Lyttelton Times. En 1918, il est enrôlé dans le corps expéditionnaire néo-zélandais pour servir pendant la Première Guerre mondiale. Cependant, les combats prennent fin avant qu'il ne s'embarque à l'étranger.

### Australie
En 1922, Wigmore s'installe en Australie à Sydney. Pendant les années qui suivent, il travaille pour le Daily Telegraph et The Sun. À plusieurs reprises, il fait des reportages sur l'automobile, l'aviation et les questions politiques avant de se lancer dans la sous-édition. Pendant une période de trois ans, de 1928 à 1931, il est publicitaire pour l'industrie pétrolière et rédacteur en chef de magazines. Il sert également dans l'Australian Citizen Force, la milice à temps partiel du pays, en tant que lieutenant dans l'Army Service Corps. En 1939, il commence à travailler pour le gouvernement australien, au Département fédéral de l'information.

### Deuxième Guerre mondiale
En avril 1941, Wigmore est basé à Singapour où il y a une présence militaire australienne. Travaillant avec d'autres agences d'information dans la région, en particulier le Bureau d'Extrême-Orient du ministère britannique de l'Information, il tient les troupes en Malaisie informées des nouvelles en provenance d'Australie. Dans son rôle, il se heurte à l'officier australien supérieur en Malaisie, le major général Gordon Bennett, commandant de la 8e division australienne. En février 1942, les japonais ayant repoussé les forces britanniques et alliées en Malaisie vers l'île de Singapour, Wigmore est évacué vers Java. Il sert brièvement comme commissaire adjoint du gouvernement australien, travaillant à l'organisation du ravitaillement à envoyer en Australie depuis les Indes orientales néerlandaises, avant que celle-ci, comme Singapour, ne soit capturée par les japonais. À cette époque, Wigmore est de retour en Australie et travaille au bureau du ministère de l'information à Melbourne.
En 1944, Wigmore est nommé chef de l'administration, basé à Canberra, puis l'année suivante, il est envoyé en Inde. Il est rattaché au bureau du haut-commissaire australien en tant que responsable des relations publiques. Il retourne à Canberra en 1947 en tant que représentant de l'Organisation des Nations unies pour l'éducation, la science et la culture.

### Histoire officielle

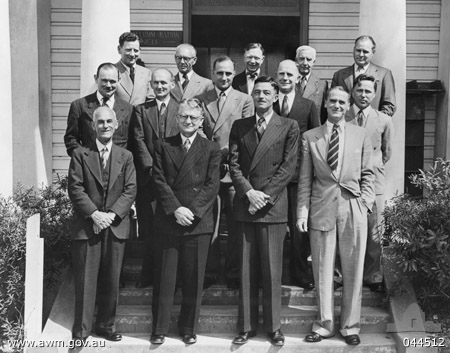
Une photo de groupe des auteurs de l' Australie pendant la guerre de 1939-1945 en 1954. Wigmore est deuxième à gauche dans la rangée arrière

En 1943, le gouvernement australien choisit Gavin Long comme rédacteur en chef de L'Australie dans la guerre de 1939–1945. Il s'agit d'une histoire officielle en 22 volumes sur la participation de l'Australie à la Seconde Guerre mondiale. Il fait avancer le projet pendant les années suivantes, en planifiant différents volumes et en identifiant des auteurs potentiels. En 1948, Long choisit Wigmore comme auteur du volume concernant l'effort de l'armée australienne en Malaisie britannique après que son choix original ait été abandonné.
Le volume, intitulé The Japanese Thrust, s'avère difficile à écrire. Il y a des désaccords avec Stanley Kirby, l'auteur de l'histoire officielle britannique sur la guerre avec le Japon au sujet de l'analyse des événements à Singapour. Wigmore doit également faire face aux tentatives d'un membre du gouvernement australien, Wilfrid Kent Hughes, ancien officier éminent de la 8e division, d'influencer sa façon de traiter la direction de la division de Gordon Bennett à Singapour. Bennett lui-même tente d'influencer la couverture de son commandement. Wigmore avait déjà une relation acrimonieuse avec Bennett depuis son séjour à Singapour et cela s'est aggravé avec les allégations de partialité et d'inexactitude de Bennett. À la demande du gouvernement britannique, la publication du livre est retardée jusqu'en 1957, date à laquelle l'indépendance de la Malaisie est accordée. The Japanese Thrust est bien accueilli.

### La vie plus tard
Une fois son livre terminé, Wigmore retourne au Australian News and Information Bureau, rebaptisé. Il est à nouveau basé en Inde et prend sa retraite en 1962. Il continue à écrire et est co-auteur avec Bruce Harding de They Dared Mightily, un récit sur les récipiendaires australiens de la Croix de Victoria, publié en 1963. Ce travail est suivi par des histoires de Canberra et du Snowy Mountains Scheme, une installation hydroélectrique dans le sud de la Nouvelle-Galles du Sud. Il déménage ensuite à Hobart en Tasmanie, où il meurt le 8 novembre 1989. Il laisse dans le deuil sa femme Emily, qu'il avait épousée en 1926, et une fille. Ses papiers sont conservés à la Bibliothèque nationale d'Australie.